# 井ケ谷町
井ケ谷町（いがやちょう）は、愛知県刈谷市の町名。丁番を持たない単独町名であり、45の小字が設置されている。

## 地理
刈谷市北部に位置し、西は豊明市沓掛町、東は豊田市本田町・西岡町、南は東境町・西境町、北は東郷町大字春木・みよし市福田町・明知町に接する。郵便番号は448-0001（集配局：刈谷郵便局）。

### 池沼
- 洲原池 - 洲原公園内。
- 小堤西池 - 日本三大カキツバタ自生地。国の天然記念物「小堤西池のカキツバタ群落」。
- 草野池
- 大池
- 広沢池

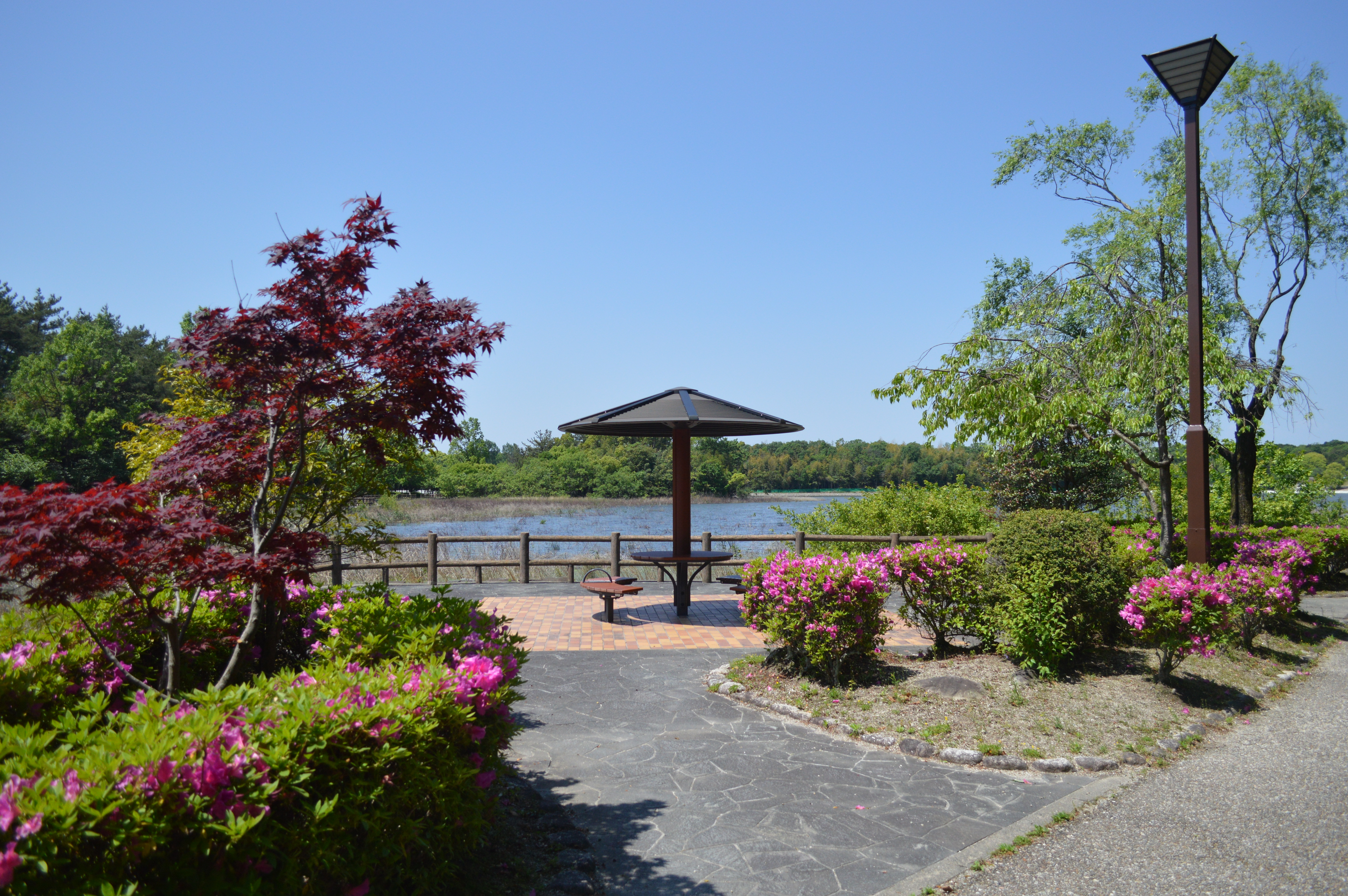
洲原池
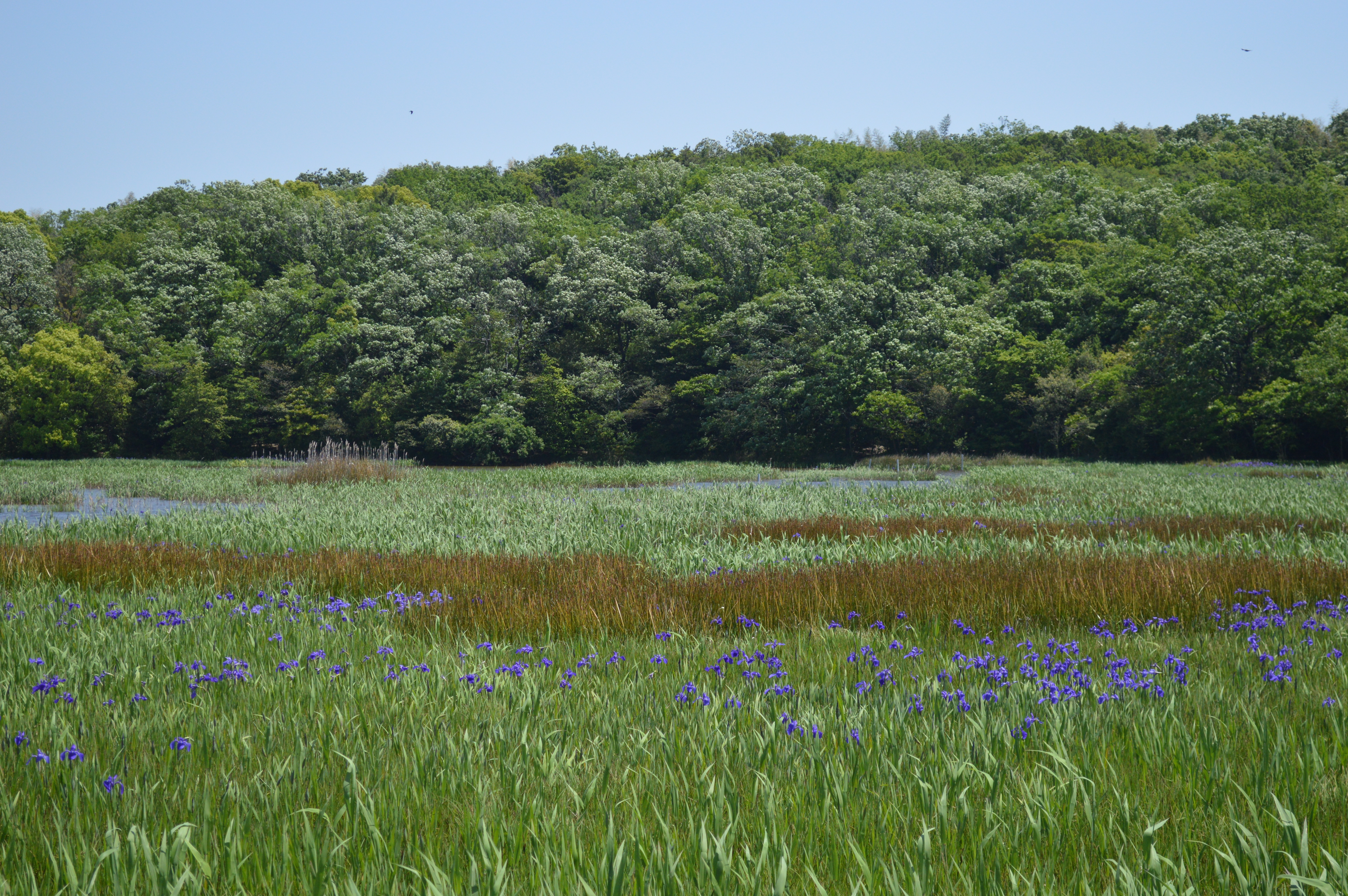
小堤西池
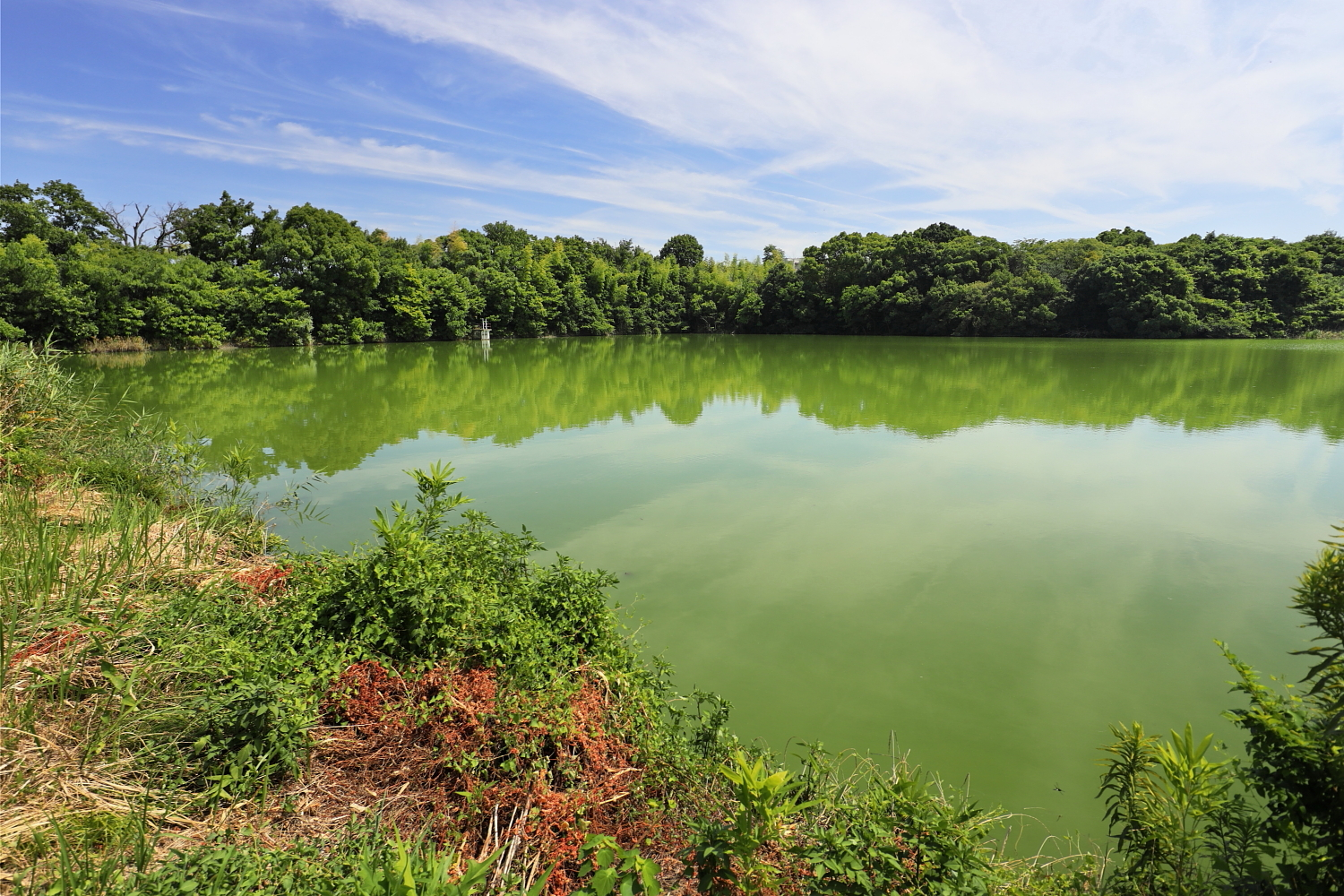
広沢池

### 河川
- 境川

## 歴史
碧海郡井ケ谷村を前身とする。

### 町名の由来
イグサ（藺）が自生していたことから藺ヶ谷と呼び、後に表記が井ケ谷に変わったものとみられる。

### 沿革
- 1889年（明治22年）10月1日 - 町村制施行に伴い、碧海郡境村が発足[1]。大字井ケ谷が設置される[1]。
- 1906年（明治39年）5月1日 - 合併で富士松村が発足。大字井ケ谷が設置される[1]。
- 1955年（昭和30年）4月1日 - 富士松村が刈谷市へ編入。町丁として井ケ谷が設置される[1]。
- 1970年（昭和45年）4月1日 - 井ケ谷町に改称[1]。

### 行政区の変遷
| 郡     | 明治1年-明治21年 | 明治1年-明治21年    | 明治22年 | 明治23年-明治45年   | 明治23年-明治45年     | 大正1年-大正15年 | 昭和1年-昭和64年    | 平成1年-現在 |
| 碧海郡 | 泉田村           | 明治11年合併 逢見村 | 逢見村   | 逢見村              | 明治39年合併 富士松村 | 富士松村         | 昭和30年合併 刈谷市 | 刈谷市       |
| 碧海郡 | 今岡村           | 明治11年合併 逢見村 | 逢見村   | 逢見村              | 明治39年合併 富士松村 | 富士松村         | 昭和30年合併 刈谷市 | 刈谷市       |
| 碧海郡 | 今川村           | 明治11年合併 逢見村 | 逢見村   | 逢見村              | 明治39年合併 富士松村 | 富士松村         | 昭和30年合併 刈谷市 | 刈谷市       |
| 碧海郡 | 一ツ木村         | 一ツ木村            | 一ツ木村 | 一ツ木村            | 明治39年合併 富士松村 | 富士松村         | 昭和30年合併 刈谷市 | 刈谷市       |
| 碧海郡 | 築地村           | 築地村              | 一ツ木村 | 一ツ木村            | 明治39年合併 富士松村 | 富士松村         | 昭和30年合併 刈谷市 | 刈谷市       |
| 碧海郡 | 井ケ谷村         | 井ケ谷村            | 境村     | 境村                | 明治39年合併 富士松村 | 富士松村         | 昭和30年合併 刈谷市 | 刈谷市       |
| 碧海郡 | 西境村           | 西境村              | 境村     | 境村                | 明治39年合併 富士松村 | 富士松村         | 昭和30年合併 刈谷市 | 刈谷市       |
| 碧海郡 | 東境村           | 東境村              | 境村     | 明治24年分村 東境村 | 明治39年合併 富士松村 | 富士松村         | 昭和30年合併 刈谷市 | 刈谷市       |

## 世帯数と人口
2019年（令和元年）6月1日時点の世帯数と人口は以下の通りである。
| 町丁     | 世帯数    | 人口    |
| -------- | --------- | ------- |
| 井ケ谷町 | 2,841世帯 | 5,887人 |

### 人口の変遷
国勢調査による人口の推移
| 1995年（平成7年）  | 5,348人 | [ 8 ]  |  |
| 2000年（平成12年） | 5,753人 | [ 9 ]  |  |
| 2005年（平成17年） | 6,352人 | [ 10 ] |  |
| 2010年（平成22年） | 6,497人 | [ 11 ] |  |
| 2015年（平成27年） | 6,601人 | [ 12 ] |  |

## 小・中学校の学区
市立小・中学校に通う場合、学区は以下の通りとなる。
| 番・番地等 | 小学校                 | 中学校               |
| ---------- | ---------------------- | -------------------- |
| 全域       | 刈谷市立富士松北小学校 | 刈谷市立富士松中学校 |

## 施設

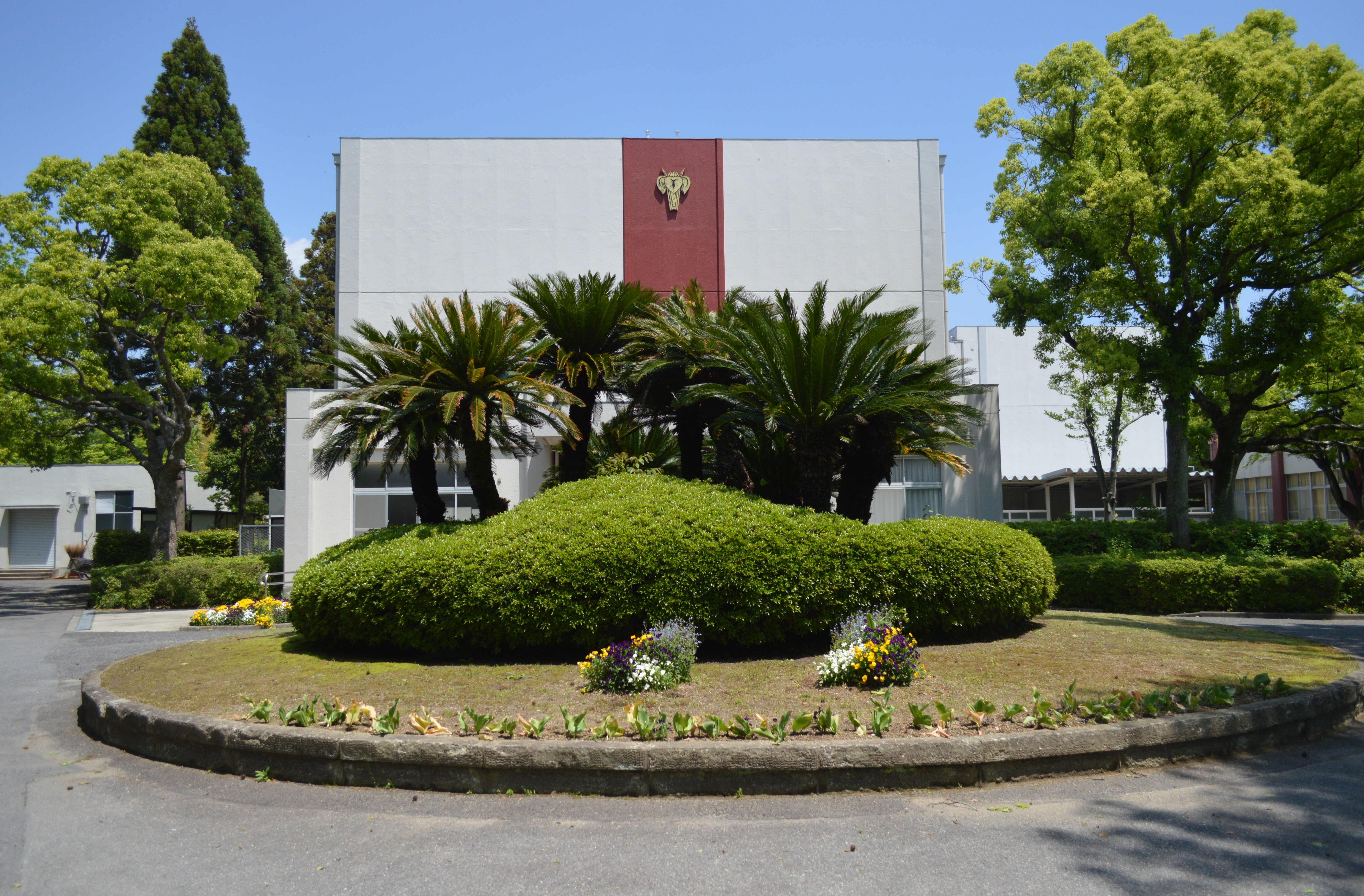
愛知教育大学附属高校

### 公的施設
- 愛知教育大学
- 愛知教育大学附属高校
- 刈谷市井ケ谷市民館
- 刈谷井ケ谷簡易郵便局
- 刈谷市立井ケ谷幼稚園

### 民間施設
- トヨタ自動車高岡工場 ※敷地の大部分は豊田市
- ピアゴ井ケ谷店
- 辻村外科病院
- プロト

## 交通
名鉄名古屋本線富士松駅や豊明駅から離れた地域であり、名鉄バスが知立駅に至る路線を多数運行している。多くは愛知教育大学前が終点となる。
町内を東西に貫通する道路も複数あり、豊田市南部と名古屋市とをほぼ直線的に結んでいるために終日交通量が多い。
- 愛知県道54号豊田知立線
- 愛知県道56号名古屋岡崎線（新道）
- 愛知県道234号みよし沓掛線
- 愛知県道239号岡崎豊明線

## 名所・旧跡
- 洲原神社
- 八幡宮
- 遊心寺 - 浄土宗西山禅林寺派の寺院。
- 深興寺 - 曹洞宗の寺院。
- 見性寺 - 曹洞宗の寺院。
- 洲原公園 - 洲原池、洲原テニスコート、洲原温水プール、洲原ロッジ、刈谷市北部生涯学習センター。

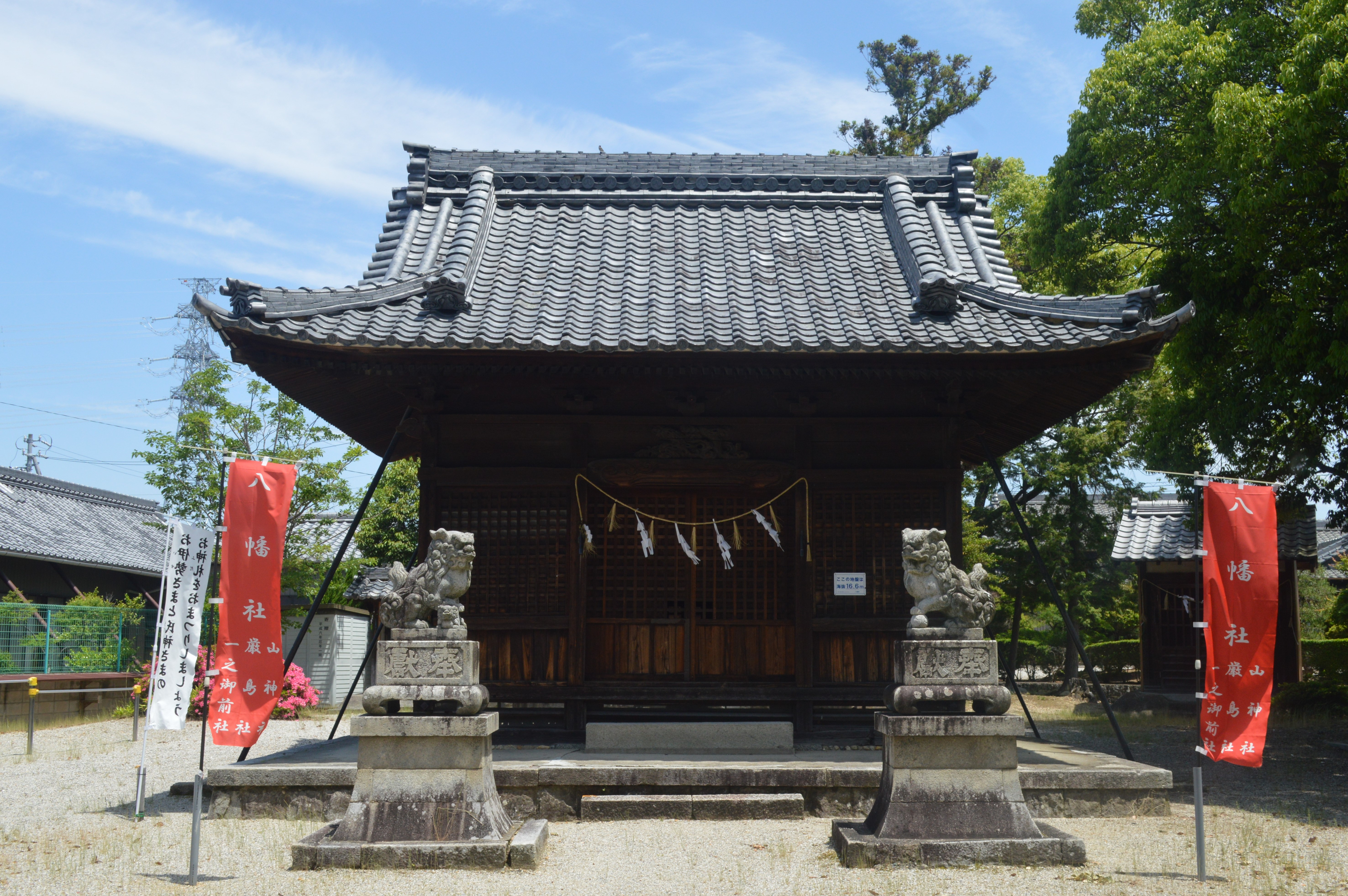
八幡宮
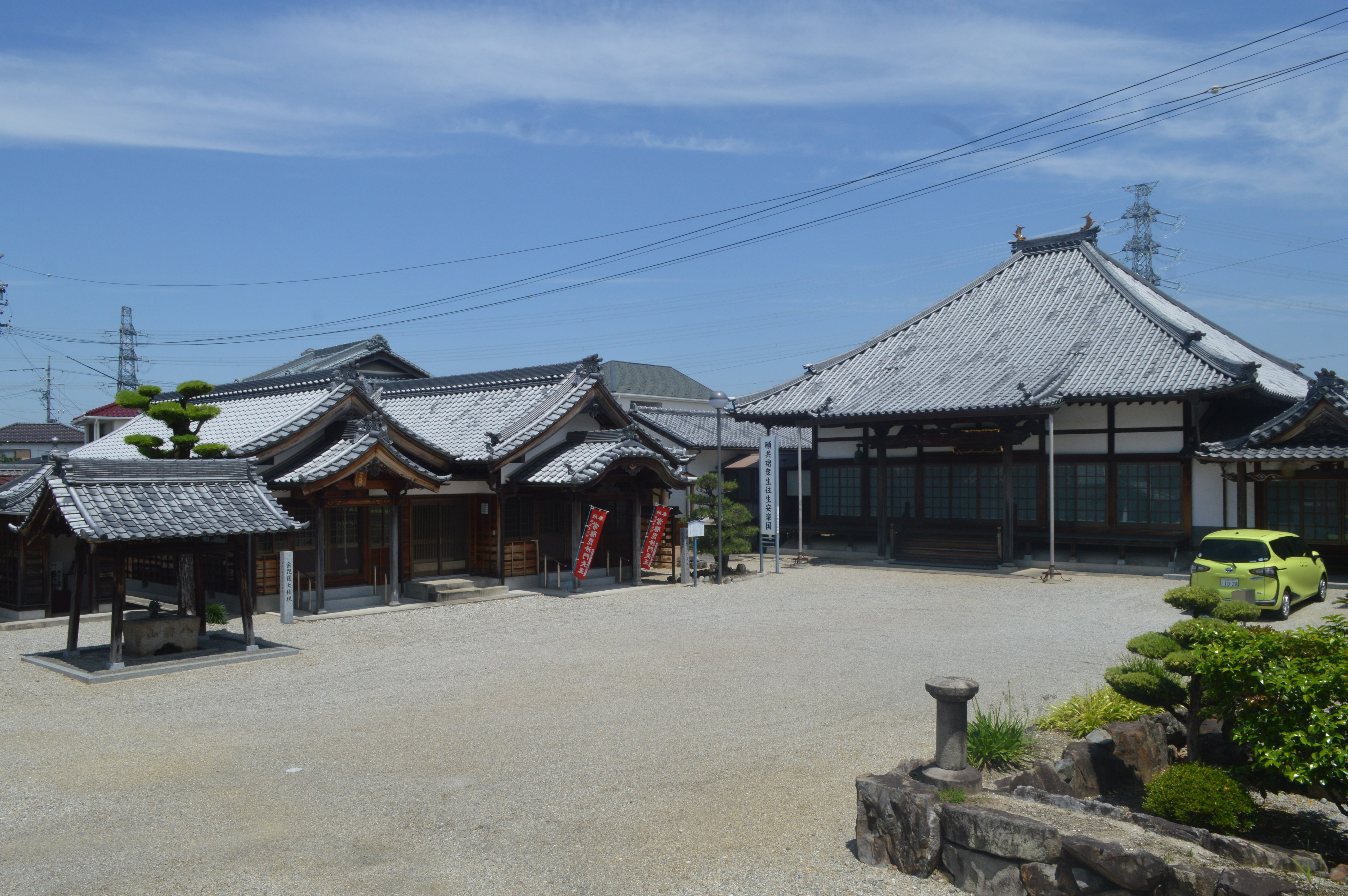
遊心寺
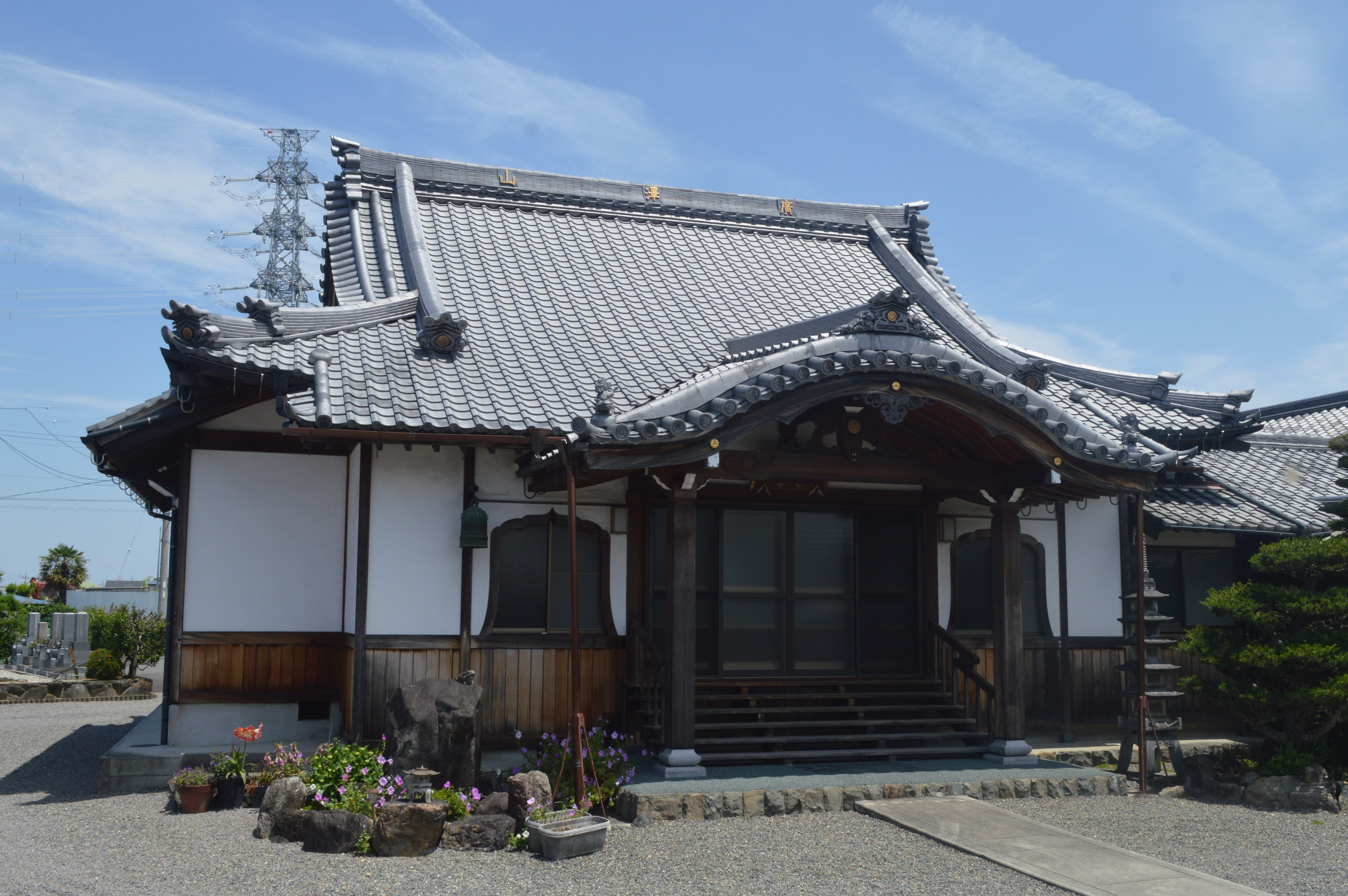
深興寺
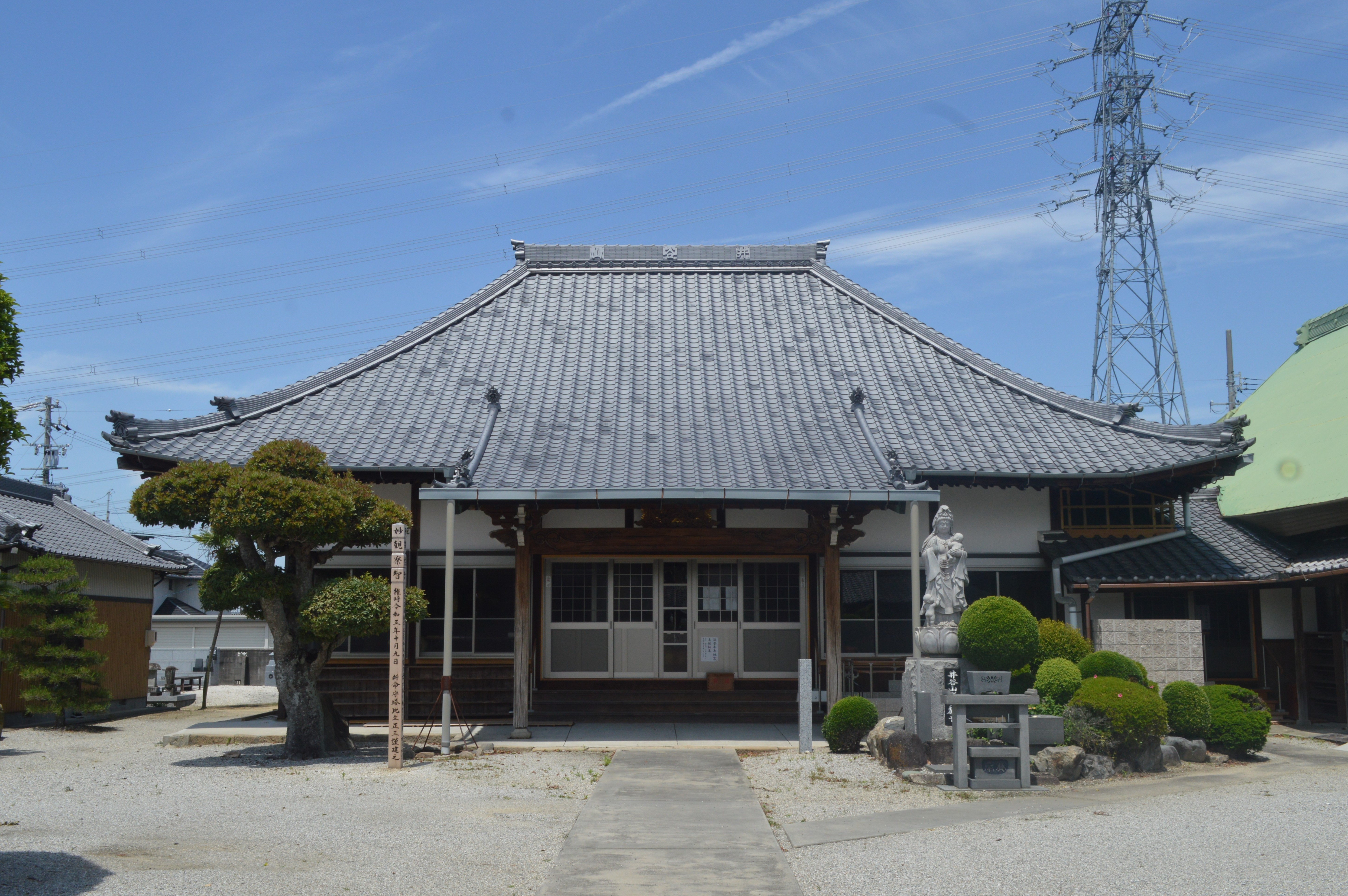
見性寺